# 半田市立乙川小学校
半田市立乙川小学校（はんだしりつおっかわしょうがっこう）は、愛知県半田市北側町にある公立小学校。

## 沿革
- 1872年（明治5年） - 知多郡乙川村の乙川郷学校として創立。
- 1906年（明治39年） - 亀崎町の発足により亀崎町立乙川尋常小学校と改称。
- 1937年（昭和12年） - 半田市の発足により半田市立乙川小学校と改称。
- 1941年（昭和16年） - 半田市立乙川国民学校と改称。
- 1947年（昭和22年） - 半田市立平地国民学校を合併して半田市立乙川小学校と改称。
- 1959年（昭和34年） - 乙川小学校分校を設置。
- 1960年（昭和35年） - 半田市立乙川東小学校を分離。
- 1972年（昭和47年） - 創立100周年記念事業を挙行。
- 1989年（平成元年） - 半田市立横川小学校を分離。